# Publi Valeri Leví
Publi Valeri Leví (en llatí Publius Valerius Laevinus) va ser un magistrat romà. Formava paer de la gens Valèria i era de la família dels Leví.
Va ser elegit cònsol l'any 280 aC juntament amb Tiberi Coruncani i va obtenir com a província el sud d'Itàlia i la direcció de la guerra contra Pirros rei de l'Epir que havia desembarcat feia poc a Tàrent. Leví es va traslladar a Lucània i va observar a l'enemic des d'un lloc fortificat que havia pres. Pirros, per guanyar temps, va escriure unes cartes a Leví oferint-se com a àrbitre entre Roma d'una part i els tarentins i els seus aliats italians de l'altra. Leví va respondre que deixés que els romans arreglessin els seus propis assumptes i que se n'entornés a l'Epir. Algunes de les cartes que es van intercanviar van ser reproduïdes per Dionís d'Halicarnàs que les va copiar segurament de Jerònim de Càrdia que al seu torn havia consultat les memòries de Pirros a la campanya d'Itàlia.
Els dos exèrcits estaven acampats a parts oposades del riu Siris. Un espia epirota va ser capturat pels romans que li van mostrar el seu exèrcit perfectament armat i el van reenviar a Pirros amb l'encàrrec de dir-li que si volia conèixer les tàctiques militars dels romans que anés al campament de Leví per veure-ho. Aquest tot i els informes i sabent que els romans eren molt superiors, va atacar i va derrotar les legions de Leví a la batalla d'Heraclea. Els romans supervivents van esperar la nit i van poder fugir cap a una ciutat propera que probablement era Venúsia.
El mateix any Leví va defensar Càpua i va seguir la rereguarda de l'exèrcit de Pirros tant a l'anada cap a Roma com a la tornada, sense que el rei de l'Epir gosés a atacar-lo, ja que va veure la gran disciplina que Leví havia inculcat a les legions. L'exèrcit de Leví va ser castigat per la seva derrota a estar-se en un campament al peu de les muntanyes samnites l'hivern següent. El seu nom ja no torna a aparèixer en la guerra contra Pirros.